# Jito Silvestre
Juan José Silvestre Cantó, conocido futbolísticamente como Jito, es un exfutbolista español que jugaba como delantero.

## Trayectoria
Jito se formó en las categorías inferiores del F. C. Barcelona, llegando a debutar en la temporada 1997-1998 con el F. C. Barcelona "C" (3ª división).
En la temporada 99-00 fichó por el Real Oviedo Vetusta (2ªB), aunque en el mercado de invierno firmó por el Palamós C.F. (3ª división).
En la temporada y media que Jito permaneció en Nou Estadi de Palamós anotó 30 goles en 50 partidos, motivo por el cual la U.D. Almería (2ªB) le fichó en la temporada 01-02. En el mercado de invierno abandonó el club almeriense para fichar por el Lorca C.F. (3ª división).
Para la temporada 02-03 firmó por el F.C. Cartagena (2ªB), donde completa su primera temporada en la categoría.
En verano de 2003 Jito fichó por el recién descendido C.F. Gavá (3ª división), para que en el mercado de invierno marchar a la U.E. Figueres (2ªB). Permaneció en el Vilatenim hasta verano de 2005, anotando 15 goles en 50 partidos.
La temporada 05-06 Jito la inició en la U.E. Sant Andreu (2ªB), para terminarla en las filas del Orihuela C.F. (3ª división), donde consiguió el ascenso a 2ªB.
Para la temporada 06-07 firmó con el Racing C. Portuense (2ªB), donde Jito anotó 12 goles en 31 partidos. Al terminar la temporada, tras no renovarle el club andaluz, fichó por el recién ascendido Girona F.C. (2ªB) con el que consiguió el  ascenso a 2ª y debutar en dicha categoría (en su única experiencia en ella) en la victoria (0-1) sobre el R.C. Celta de Vigo.
En la temporada 09-10 Jito acaparó la atención mediática nacional por ser el único jugador de la plantilla que hasta la jornada 10.ª marcaba los goles (12 dianas) para su nuevo equipo, la Cultural y Deportiva Leonesa (2ªB) y terminando la temporada como máximo goleador del grupo con 23 goles (el 47% de goles de su equipo).
Los 23 goles llamaron la atención de diversos equipos, siendo finalmente el Deportivo Alavés (2ªB) quién se hizo con sus servicios. En las dos temporadas que disputó en Mendizorroza anotó 22 goles en 60 partidos y consiguió la clasificación para la promoción de ascenso en la temporada 10-11 de la mano de Miguel Ángel Álvarez Tomé en el banquillo. Tras su paso por el club albiazul fijó su residencia en Vitoria, donde posee varios negocios hosteleros.
En la temporada 12-13 fichó por la S.D. Eibar (2ªB), consiguiendo con el cuadro armero el  ascenso a 2ª.
Su último equipo (2013-2016) fue el Sestao River C. (2ªB), donde consiguió un título liguero (13-14), un premio al máximo goleador (13-14) y superar la cifra de 100 goles en 2ªB. El 9 de junio de 2016 se hizo oficial que abandonaba el River y con ello se puso punto final a su carrera meses después.

## Clubes
| Club                         | Temporadas            | División  | Partidos jugados | Titular | Sustituido | Suplente | Minutos jugados | Goles |
| ---------------------------- | --------------------- | --------- | ---------------- | ------- | ---------- | -------- | --------------- | ----- |
| F. C. Barcelona "C"          | 1997-1999             | 3ª        | 30               | ¿?      | ¿?         | ¿?       | ¿?              | 10    |
| Real Oviedo Vetusta          | 1999-2000 (1ª vuelta) | 2ªB       | 15               | 9       | 4          | 6        | 822             | 3     |
| Palamós C.F.                 | 1999-2001             | 3ª        | 50               | ¿?      | ¿?         | ¿?       | ¿?              | 30    |
| U.D. Almería                 | 2001-2002 (1ª vuelta) | 2ªB       | 7                | 1       | 0          | 6        | 168             | 0     |
| Lorca C.F.                   | 2001-2002 (2ª vuelta) | 3ª        | 19               | ¿?      | ¿?         | ¿?       | ¿?              | 19    |
| F.C. Cartagena               | 2002-2003             | 2ªB       | 16               | 10      | 1          | 6        | 850             | 1     |
| C.F. Gavá                    | 2003-2004 (1ª vuelta) | 3ª        | 16               | ¿?      | ¿?         | ¿?       | ¿?              | 14    |
| U.E. Figueres                | 2003-2005             | 2ªB       | 50               | 39      | 18         | 11       | 3532            | 15    |
| U.E. Sant Andreu             | 2005-2006 (1ª vuelta) | 2ªB       | 12               | 8       | 2          | 4        | 609             | 2     |
| Orihuela C.F.                | 2005-2006 (2ª vuelta) | 3ª        | 17               | ¿?      | ¿?         | ¿?       | ¿?              | 6     |
| Racing C. Portuense          | 2006-2007             | 2ªB       | 38               | 18      | 14         | 13       | 1912            | 12    |
| Girona F.C.                  | 2007-2009             | 2ªB y 2.ª | 30/22            | 18/13   | 2/2        | 12/9     | 1611/983        | 11/3  |
| Cultural y Deportiva Leonesa | 2009-2010             | 2ªB       | 33               | 30      | 24         | 3        | 2717            | 23    |
| Deportivo Alavés             | 2010-2012             | 2ªB       | 65               | 23      | 8          | 38       | 2530            | 12    |
| S.D. Eibar                   | 2012-2013             | 2ªB       | 26               | 7       | 1          | 12       | 740             | 6     |
| Sestao River C.              | 2013-2016             | 2ªB       | 101              | 80      | 11         | 21       | 6490            | 52    |